# Dirt Music
Dirt Music è un romanzo di Tim Winton pubblicato nel 2001, considerato tra i finalisti del Booker Prize.

## Trama
Georgie, l'eroina del libro, rimane affascinata quando vede uno sconosciuto contrabbandare pesce in una zona dove nessuno può mantenere segreti per molto tempo; disillusa con il suo rapporto con il famoso pescatore locale Jim Buckridge, lei escogita un incontro con lo straniero e ben presto, entrambi emotivamente fragili, perdono il controllo della loro passione.
Il segreto diventa presto impossibile da nascondere e Jim vuole vendicarsi. Il contrabbandiere si sposta lontano nell'entroterra per sfuggire a un confronto. In questo ambiente ostile deve lottare per sopravvivere e al tempo stessore cerca di far perdere le sue tracce.

## Edizioni
- Tim Winton, Dirt Music, Roma, Fazi, 2005,  p. 407, ISBN 88-8112-615-X.